# Paweł Smoleński
Paweł Piotr Smoleński (ur. 7 lipca 1959 w Warszawie, zm. 2 maja 2023 tamże) – polski dziennikarz, reporter i pisarz, w latach 1989–2023 zawodowo związany z „Gazetą Wyborczą”.

## Życiorys

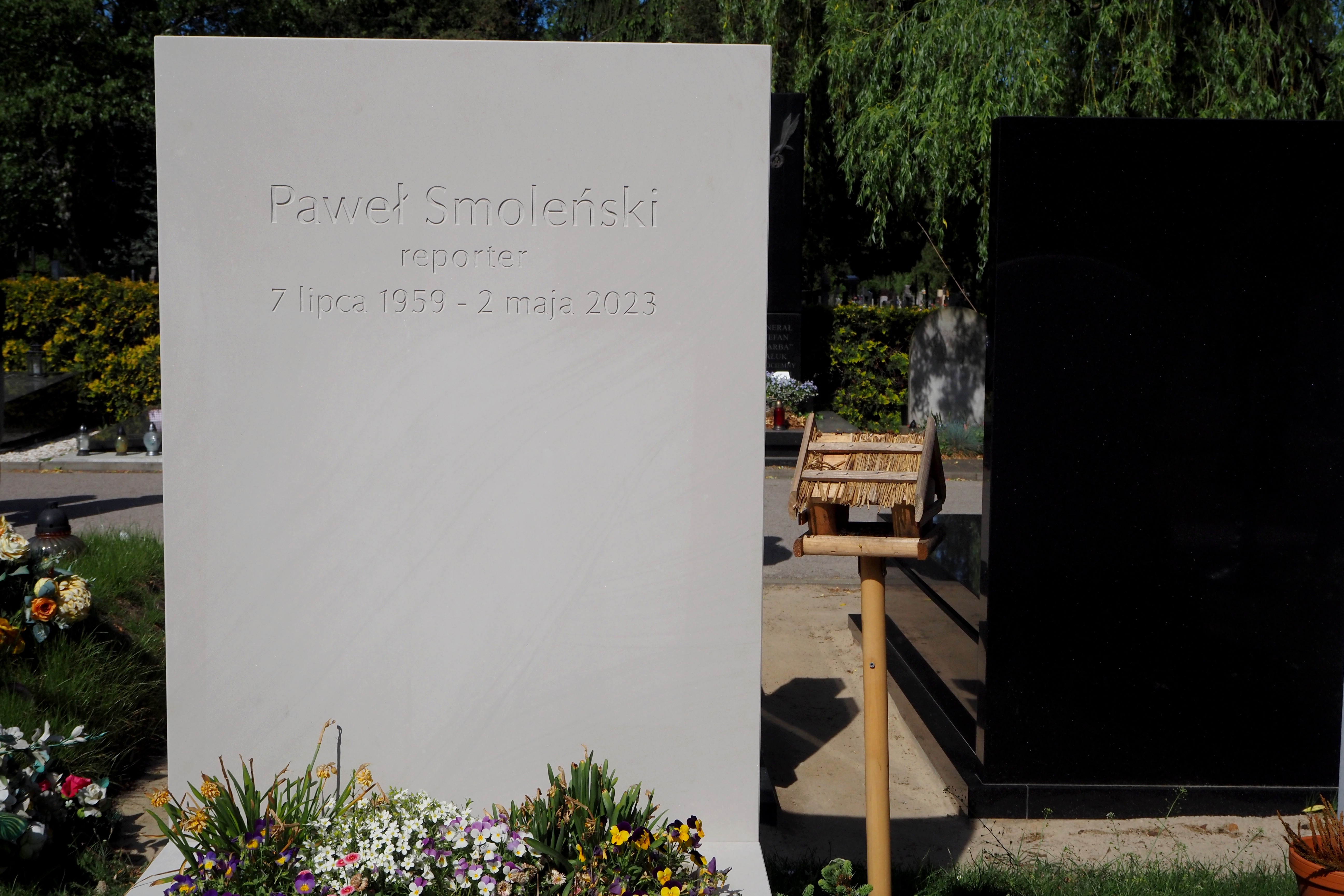
Grób Pawła Smoleńskiego na cmentarzu Wojskowym na Powązkach w Warszawie

Syn Juliana i Józefy. Współpracował z pismami drugiego obiegu, m.in. z „Vacatem” i „Gazetą Strajkową”. Publikował także w paryskiej „Kulturze”. Używał pseudonimu „Tomasz Jerz”. Pracował w „Przeglądzie Wiadomości Agencyjnych” oraz miesięczniku ojców michalitów „Powściągliwość i Praca”. W 1989 został dziennikarzem „Gazety Wyborczej”.
Autor książek o tematyce politologicznej, m.in. Pokolenie kryzysu (1989), Gazeta Wyborcza, miroir d’une démocratie naissante (1991), Salon patriotów (1994), Pochówek dla rezuna (2001) czy Irak. Piekło w raju (2004). Napisał także zbiór reportaży i esejów Izrael już nie frunie (2006). W 2012 wydał Balagan. Alfabet izraelski – subiektywny słownik-przewodnik po Izraelu.
27 grudnia 2002 opublikował w „Gazecie Wyborczej” artykuł zatytułowany Ustawa za łapówkę, czyli przychodzi Rywin do Michnika, opisujący tzw. aferę Rywina. Był jednym ze świadków wezwanych przez komisję śledczą powołaną do zbadania tej sprawy.
Jego żoną była Maria Fredro-Smoleńska. Zmarł 2 maja 2023 na skutek choroby nowotworowej. Pochowany na cmentarzu Wojskowym na Powązkach w Warszawie.

## Odznaczenia i wyróżnienia
W 2012, za wybitne zasługi w działalności na rzecz przemian demokratycznych w Polsce, został odznaczony Krzyżem Kawalerskim Orderu Odrodzenia Polski.
Laureat Nagrody Pojednania Polsko-Ukraińskiego, którą otrzymał w 2003 za książkę Pochówek dla rezuna, a także Nagrody im. Kurta Schorka za teksty poświęcone Irakowi. W 2006 otrzymał Nagrodę im. Beaty Pawlak za książkę Izrael już nie frunie. Laureat nagrody MediaTory z 2014. W 2015 nominowany do Nagrody im. Ryszarda Kapuścińskiego, a w 2018 do Nagrody Historycznej im. Kazimierza Moczarskiego. Laureat dwóch wyróżnień Stowarzyszenia Dziennikarzy Polskich oraz Nagrody im. Jerzego Zieleńskiego za zbiór reportaży (Pokolenie kryzysu i Robotnicy ’88). Wyróżniony przez lwowskie czasopismo „Ji” oraz włoską nagrodą Premio Kapuściński.

## Publikacje
- A na hucie strajk…, Wolne Pismo „Most”, Warszawa 1988.
- Pokolenie kryzysu, Instytut Literacki, Paryż 1989.
- Gazeta Wyborcza, miroir d’une démocratie naissante, Noir sur Blanc, Montricher 1991.
- Salon Patriotów, Oficyna Wydawnicza „Rytm”, Warszawa 1994.
- Opowieści amerykańskie, Prószyński i S-ka, Warszawa 1997.
- Pochówek dla rezuna, Wydawnictwo Czarne, Wołowiec 2001.
- Irak. Piekło w raju, Świat Książki, Warszawa 2004.
- Izrael już nie frunie, Wydawnictwo Czarne, Wołowiec 2006.
- Powiatowa rewolucja moralna, Znak, Kraków 2009.
- Bedzies wisioł za cosik (z Bartłomiejem Kurasiem), Znak, Kraków 2010.
- Arab strzela, Żyd się cieszy, Świat Książki, Warszawa 2012.
- Balagan. Alfabet izraelski, Agora, Warszawa 2012.
- Kruca fuks. Alfabet góralski (z Bartłomiejem Kurasiem), Agora, Warszawa 2013.
- Oczy zasypane piaskiem, Wydawnictwo Czarne, Wołowiec 2014.
- Szcze ne wmerła i nie umrze. Rozmowa z Jurijem Andruchowyczem, Wydawnictwo Czarne, Wołowiec 2014.
- Zielone migdały, czyli po co światu Kurdowie, Wydawnictwo Czarne, Wołowiec 2016.
- Wieje szarkijja. Beduini z pustyni Negew, Wydawnictwo Czarne, Wołowiec 2016.
- Syrop z piołunu. Wygnani w Akcji Wisła, Wydawnictwo Czarne, Wołowiec 2017.
- Krzyżyk niespodziany. Czas Goralenvolk (z Bartłomiejem Kurasiem), Wydawnictwo Czarne, Wołowiec 2017.
- Królowe Mogadiszu, Wydawnictwo Czarne, Wołowiec 2018.
- Wnuki Jozuego, Wydawnictwo Czarne, Wołowiec 2019.